# Џ
Џ џ – litera zmodyfikowanej cyrylicy, używana w języku serbskim i języku macedońskim, odpowiadająca dźwiękowi [ʤ]. Wprowadził ją Vuk Karadžić.
Litera jest dokładnym odpowiednikiem dwuznaku дж lub чж, a także liter ӝ, җ, ҷ, ӌ, ҹ i ӂ w niektórych alfabetach również opartych na modyfikowanej cyrylicy.

## Kodowanie
| Znak                   | Џ                            | Џ                            | џ                          | џ                          |
| ---------------------- | ---------------------------- | ---------------------------- | -------------------------- | -------------------------- |
| Nazwa w Unikodzie      | Cyrillic Capital Letter Dzhe | Cyrillic Capital Letter Dzhe | Cyrillic Small Letter Dzhe | Cyrillic Small Letter Dzhe |
| Kodowanie              | dziesiątkowo                 | szesnastkowo                 | dziesiątkowo               | szesnastkowo               |
| Unicode                | 1039                         | U+040F                       | 1119                       | U+045F                     |
| UTF-8                  | 208 143                      | d0 8f                        | 209 159                    | d1 9f                      |
| Odwołania znakowe SGML | &#1039;                      | &#x040F;                     | &#1119;                    | &#x045F;                   |
| Macintosh Cyrillic     | 218                          | DA                           | 219                        | DB                         |
| ISO 8859-5             | 175                          | AF                           | 255                        | FF                         |
| Windows-1251           | 143                          | 8F                           | 159                        | 9F                         |
| Code page 855          | 155                          | 9B                           | 154                        | 9A                         |